# Tim Jackson
Tim Jackson (1957) és un economista ecològic anglès i professor de Desenvolupament Sostenible a la Universitat de Surrey. És el director del Centre per a la Comprensió de la Prosperitat Sostenible (CUSP), un consorci de recerca internacional multidisciplinari que té com a objectiu comprendre les dimensions econòmiques, socials i polítiques de la «prosperitat sostenible». És l'autor de Material Concerns (1996), Prosperity Without Growth (2009) i Post Growth: Life After Capitalism (2021).

## Pensament
Durant més de vint-i-cinc anys ha treballat a nivell internacional en el consum i la producció sostenibles. A l'Institut del Medi Ambient d'Estocolm a principis dels anys 1990 va ser pioner en el concepte de gestió ambiental preventiva descrit al seu llibre de 1996 Material Concerns: pollution profit and quality of life.
El gener de 2017 es va publicar una segona edició revisada de Prosperity Without Growth: Foundations for the Economy of Tomorrow. El llibre demostra que, més enllà d'un cert punt, el creixement econòmic no augmenta el benestar humà i analitza les complexes relacions entre creixement, crisis ambientals i recessió social. Proposa una ruta cap a una economia sostenible i defensa una redefinició de «prosperitat» a la llum de l'evidència sobre el que realment contribueix al benestar de les persones. Arran del progrés tecnològic i la recerca de beneficis cada cop més creixents, el creixement financer i les seves «prioritats esbiaixades» estan íntimament relacionades amb l'explotació humana i la destrucció del medi ambient, que Jackson anomena com l'«era de la irresponsabilitat»: «el missatge més clar de la crisi financera del 2008 és que el nostre model actual d'èxit econòmic és fonamentalment defectuós. Per a les economies avançades del món occidental la prosperitat sense creixement ja no és un somni utòpic sinó una necessitat financera i ecològica».
El llibre va ser descrit per Le Monde com «una de les obres més destacades de la literatura ambiental dels darrers anys. El sociòleg Anthony Giddens el va considerar «una lectura obligada per a qualsevol persona preocupada pels temes del canvi climàtic i la sostenibilitat, atrevit, original i complet». Prosperity without Growth s'ha traduït a 17 idiomes, incloent el suec, l'alemany, el francès, el grec, el castellà, l'italià, el neerlandès i el xinès.
El seu treball actual en col·laboració amb Peter Victor de Universitat de York conisteix en el desenvolupament de models d'estoc-flux (SFC) de simulació macroeconòmica que demostrin que és possible millorar els resultats ambientals i socials encara que la taxa de creixement disminueixi a zero.
Jackson va ser comissari d'Economia a la Comissió de Desenvolupament Sostenible del Regne Unit creada pel govern laborista de Gordon Brown el juny de 2000. A les eleccions al Parlament del Regne Unit de 2015, va ser una de les personalitats que van avalar la candidatura parlamentària de Caroline Lucas del Partit Verd d'Anglaterra i Gal·les.